# Discografia de Hyolyn
A discografia da cantora sul-coreana Hyolyn consiste em um álbum de estúdio, um extended plays, e dezoito singles. Ela era membro do grupo feminino Sistar até seu disband em 2017. Depois que deixou a Starship Entertainment, Hyolyn fundou sua própria gravadora, bridʒ, e lançou seu single digital titulado "내일할래 (To Do List)" no dia 6 de fevereiro de 2018.

## Álbuns

### Álbuns de estúdio
| Título      | Detalhes                                                                                                  | Posições | Posições | Posições       | Vendas        |
| Título      | Detalhes                                                                                                  | KOR      | TWN      | TWN East Asian | Vendas        |
| ----------- | --- | -------- | -------- | -------------- | ------------- |
| Love & Hate | - Lançamento: 26 de novembro de 2013 - Gravadora: Starship Entertainment - Formatos: CD, Digital download | 5        | 11       | 18             | - KOR: 9,703+ |

## Extended plays (EP)
| Título      | Detalhes                                                                                                 | Posições | Vendas        |
| Título      | Detalhes                                                                                                 | KOR      | Vendas        |
| ----------- | --- | -------- | ------------- |
| It's Me     | - Lançamento: 8 de novembro de 2016 - Gravadora: Starship Entertainment - Formatos: CD, digital download | 15       | - KOR: 3,478+ |
| Say My Name | - Lançamento: 19 de agosto de 2020 - Gravadora: bridʒ Entertainment - Formatos: ASA                      | ASA      | ASA           |

## Singles

### Como artista principal
| Título                                                                                      | Ano  | Posições | Posições | Posições | Vendas                 | Álbum            |
| Título                                                                                      | Ano  | KOR      | KOR Hot. | US World | Vendas                 | Álbum            |
| ------------------------------------------------------------------------------------------- | ---- | -------- | -------- | -------- | ---------------------- | ---------------- |
| "One Way Love" (너 밖에 몰라)                                                               | 2013 | 1        | 1        | 11       | - KOR (DL): 843,465+   | Love & Hate      |
| "Lonely"                                                                                    | 2013 | 4        | 3        | —        | - KOR (DL): 347,364+   | Love & Hate      |
| "Erase" (com Jooyoung feat. Iron) (지워)                                                    | 2014 | 8        | —        | —        | - KOR (DL): 664,969+   | Single sem álbum |
| "Coach Me" (com San E feat. Jooheon)                                                        | 2015 | 8        | —        | —        | - KOR (DL): 172,850+   | Single sem álbum |
| "Dark Panda" (com Zico e Paloalto)                                                          | 2015 | 39       | —        | —        | - KOR (DL): 79,447+    | Single sem álbum |
| "Don't Stop" (com competidoras do Unpretty Rapstar 2) (언프리티 랩스타)                     | 2015 | 106      | —        | —        | - KOR (DL): 188,207+   | Single sem álbum |
| "It's Not Time to Love (Money)" (feat. Jay Park e Geegooin) (사랑 할 때 아니야)             | 2015 | 36       | —        | —        | - KOR (DL): 83,634+    | Single sem álbum |
| "My Love" (feat. Basick)                                                                    | 2015 | 28       | —        | —        | - KOR (DL): 93,639+    | Single sem álbum |
| "Love Line" (com Jooyoung e Bumkey)                                                         | 2015 | 27       | —        | —        | - KOR (DL): 189,720+   | Single sem álbum |
| "And Then" (com Yang Da-il) (그리워)                                                        | 2016 | 19       | —        | —        | - KOR (DL): 151,389+   | Single sem álbum |
| "Love Like This" (feat. Dok2)                                                               | 2016 | 20       | —        | —        | - KOR (DL): 169,890+   | It's Me          |
| "One Step" (feat. Jay Park)                                                                 | 2016 | 43       | —        | —        | - KOR (DL): 62,508+    | It's Me          |
| "Paradise"                                                                                  | 2016 | 54       | —        | —        | - KOR (DL): 32,590+    | It's Me          |
| "Blue Moon" (com Changmo)                                                                   | 2017 | 3        | —        | —        | - KOR (DL): 2,500,000+ | Single sem álbum |
| "Fruity" (com Kisum)                                                                        | 2017 | 29       | —        | 18       | - KOR (DL): 104,801+   | Single sem álbum |
| "To Do List" (내일할래)                                                                     | 2018 | 74       | —        | —        | —                      | Single sem álbum |
| "Dally" (feat. Gray) (달리)                                                                 | 2018 | 67       | 63       | 6        | —                      | Say My Name      |
| "See Sea" (바다보러갈래)                                                                    | 2018 | 71       | 70       | 5        | - US: 1,000            | Say My Name      |
| "Bae"                                                                                       | 2018 | 99       | —        | 22       | —                      | Say My Name      |
| "Youknowbetter" (니가 더 잘 알잖아)                                                         | 2019 | —        | —        | 23       | —                      | Single sem álbum |
| "Hug Me Silently" (말 없이 안아줘) (feat. Crucial Star)                                     | 2020 | —        | —        | —        | —                      | Single sem álbum |
| "9LIVES"                                                                                    | 2020 | —        | —        | —        | —                      | Say My Name      |
| "Say My Name"                                                                               | 2020 | —        | —        | —        | —                      | Say My Name      |
| "—" indica lançamentos que não figuraram nas paradas ou não foram lançados nessa região. 1. |      |          |          |          |                        |                  |

### Como artista convidada
| Título | Ano  | Posições | Posições    | Vendas                 | Álbum               |
| Título | Ano  | KOR      | KOR Hot 100 | Vendas                 | Álbum               |
| --- | ---- | -------- | ----------- | ---------------------- | ------------------- |
| "Magic Drag" (com Jang Keun-suk) | 2010 | 85       | —           | —                      | Single sem álbum    |
| "Ma Boy 2" (Electroboyz feat. Hyolyn) | 2011 | 30       | —           | - KOR (DL): 2,023,031+ | Rebirth             |
| "Amazed" (K.Will feat Hyolyn & Simon D) | 2011 | 2        | —           | - KOR (DL): 1,041,693  | My Heart Is Beating |
| "This Person" (Dazzling Red) (이사람) | 2012 | 2        | 6           | - KOR (DL): 746,741+   | Single sem álbum    |
| "Hot Wings" (Dynamic Duo feat. Hyolyn) (날개뼈) | 2013 | 11       | 10          | - KOR (DL): 706,411+   | Lucky Numbers       |
| "Without You" (Mad Clown feat. Hyolyn) | 2014 | 3        | 4           | - KOR (DL): 1,027,202+ | Fierce              |
| "Faulty Fan" (MC Mong feat. Gary e Hyolyn) (고장난 선풍기) | 2014 | 7        | —           | - KOR (DL): 476,072+   | Miss Me or Diss Me  |
| "Dark Panda" (Hyolyn & Zico & Paloalto) | 2015 | 39       | —           | - KOR (DL): 79,447     | Single sem álbum    |
| "Umbrella" (Far East Movement feat. Hyolyn & Gill Chang) | 2016 | —        | —           | - KOR (DL): 2,456+     | Identity            |
| "Jekyll & Hyde" (Justin Oh feat. Hyolyn) | 2017 | —        | —           | —                      | Single sem álbum    |
| "One and Only You" (Got7 feat. Hyolyn) | 2018 | 76       | —           | —                      | Eyes on You         |
| "—" indica lançamentos que não figuraram nas paradas ou não foram lançados nessa região. Nota: A Korea K-Pop Hot 100 da Billboard teve início em agosto de 2011 e foi descontinuada em julho de 2014. |      |          |             |                        |                     |

### Aparições em trilhas sonoras
| Título | Ano  | Posições | Posições    | Vendas                             | Álbum                                         |
| Título | Ano  | KOR      | KOR Hot 100 | Vendas                             | Álbum                                         |
| --- | ---- | -------- | ----------- | ---------------------------------- | --------------------------------------------- |
| "Because to Me, It’s You" (내겐 너니까) | 2011 | 19       | —           | - KOR (DL): 955,876+               | Glory Jane OST                                |
| "Super Star" (Hyolyn, Ailee & Jiyeon) | 2012 | 11       | 14          | - KOR (DL): 793,030+               | Dream High 2 OST                              |
| "I Choose to Love You" (널 사랑하겠어) | 2012 | 9        | 3           | - KOR (DL): 1,859,053+             | How to Love Smart 2 OST                       |
| "Crazy of You" (미치게 만들어) | 2013 | 2        | 1           | - KOR (DL): 1,006,973+             | Master's Sun OST                              |
| "Goodbye" (안녕) | 2014 | 1        | 1           | - KOR (DL): 1,252,696+ - US: 6,000 | My Love from the Star OST                     |
| "Let It Go (versão coreana)" | 2014 | 6        | 5           | - KOR (DL): 303,296+               | Frozen OST                                    |
| "Come a Little Closer" (더 가까이) | 2015 | 38       | —           | - KOR (DL): 160,753+               | Warm and Cozy OST                             |
| "Turnaround" | 2015 | —        | —           | - KOR (DL): 22,877+                | The Little Prince OST                         |
| "I Miss You" (보고싶어) | 2016 | 40       | —           | - KOR (DL): 146,205+               | Uncontrollably Fond OST                       |
| "Our Tears" (서로의 눈물이 되어) | 2017 | 50       | —           | - KOR (DL): 29,357+                | Hwarang: The Poet Warrior Youth OST           |
| "ALWAYS" | 2017 | —        | —           | —                                  | Live Up to Your Name OST                      |
| "Spring Watch" (태엽시계) | 2017 | —        | —           | —                                  | Black Knight: The Man Who Guards Me OST       |
| "Dreamy Love" (스쳐간 꿈처럼) | 2018 | —        | —           | —                                  | Money Flower OST                              |
| "Just Stay" | 2018 | —        | —           | —                                  | Still 17 OST                                  |
| "STAY" | 2019 | —        | —           | —                                  | My Lawyer, Mr. Jo 2: Crime and Punishment OST |
| "9LIVES" | 2020 | —        | —           | —                                  | GOOD GIRL Episódio 2 OST                      |
| "—" indica lançamentos que não figuraram nas paradas ou não foram lançados nessa região. Nota: A Korea K-Pop Hot 100 da Billboard teve início em agosto de 2011 e foi descontinuada em julho de 2014. |      |          |             |                                    |                                               |

### Aparições em compilações
| Título | Ano  | Posições | Posições    | Vendas        | Álbum                                                                           |
| Título | Ano  | KOR      | KOR Hot 100 | Vendas        | Álbum                                                                           |
| --- | ---- | -------- | ----------- | ------------- | ------------------------------------------------------------------------------- |
| "A Cup of Coffee" (커피 한잔) | 2012 | —        | —           |               | Immortal Songs: Singing the Legend (The Rival Special #1)                       |
| "First Impression" (첫인상) | 2014 | —        | —           |               | Immortal Songs: Singing the Legend (Shin Jung-hyun Part 2) (Imperial King)      |
| "Unreasonable Reason" (이유같지 않은 이유) | 2015 | —        | —           |               | I'm a singer, Temporada 3 Episódio 2,'The 90's Masterpiece That Moved My Heart' |
| "Money" (사랑 할 때 아니야) feat. Jay Park, Geegooin | 2015 | 36       | —           | - KOR: 83,634 | Unpretty Rapstar 2 Compilation                                                  |
| "My Love" feat. Basick | 2015 | 28       | —           | - KOR: 93,639 | Unpretty Rapstar 2 Compilation                                                  |
| "—" indica lançamentos que não figuraram nas paradas ou não foram lançados nessa região. Nota: A Korea K-Pop Hot 100 da Billboard teve início em agosto de 2011 e foi descontinuada em julho de 2014. |      |          |             |               |                                                                                 |

## Outras canções que entraram nas tabelas musicais
| Título                            | Ano  | Posições | Vendas                | Álbum       |
| Título                            | Ano  | KOR      | Vendas                | Álbum       |
| --------------------------------- | ---- | -------- | --------------------- | ----------- |
| "I Choose To Love You"            | 2012 | 9        | - KOR (DL): 1,859,053 | Alone       |
| "Stalker" (feat. Mad Clown)       | 2013 | 14       | - KOR (DL): 281,266   | Love & Hate |
| "Don't Love Me" (feat. Mad Clown) | 2013 | 22       | - KOR (DL): 164,384   | Love & Hate |
| "Red Lipstick" (feat. Zico)       | 2013 | 27       | - KOR (DL): 117,077   | Love & Hate |
| "Massage" (feat. Dok2)            | 2013 | 29       | - KOR (DL): 103,507   | Love & Hate |
| "O.M.G" (feat. Lil Boi de Geeks)  | 2013 | 39       | - KOR (DL): 70,223    | Love & Hate |
| "Closer"                          | 2013 | 49       | - KOR (DL): 61,079    | Love & Hate |
| "Falling"                         | 2013 | 48       | - KOR (DL): 59,171    | Love & Hate |
| "Tonight"                         | 2013 | 56       | - KOR (DL): 55,320    | Love & Hate |

## Videoclipes
| Título           | Ano  | Diretor(es)                          | Ref.   |
| ---------------- | ---- | ------------------------------------ | ------ |
| "One Way Love"   | 2013 | Joo Hee-sun                          | [ 55 ] |
| "Lonely"         | 2013 | Lumpens                              | [ 56 ] |
| "Let It Go"      | 2014 | Lee Joong-won                        | [ 57 ] |
| "Erase"          | 2014 | Vishop                               | [ 58 ] |
| "Dark Panda"     | 2015 | Vishop                               | [ 59 ] |
| "Don't Stop"     | 2015 | —                                    |        |
| "Love Line"      | 2015 | Im Suk-jin                           | [ 60 ] |
| "Love Like This" | 2016 | Jimmy & Kang Dong-hyung (BSPictures) |        |
| "One Step"       | 2016 | Jimmy & Kang Dong-hyung (BSPictures) |        |
| "Paradise"       | 2016 | Joo Hee-sun                          |        |
| "Blue Moon"      | 2017 | DPD                                  |        |
| "Fruity"         | 2017 | Yoo Sung-kyun (SUNNYVISUAL)          | [ 61 ] |
| "To Do List"     | 2018 | —                                    | [ 4 ]  |
| "Dally"          | 2018 | Robert Fisher                        | [ 62 ] |
| "SEE SEA"        | 2018 | Robert Fisher                        |        |
| "BAE"            | 2018 | Jimmy (VIA)                          |        |
| "Youknowbetter"  | 2019 | —                                    |        |

## Produções creditadas
| Ano  | Canção                          | Álbum                              | Artista                                       | Papel                               |
| ---- | ------------------------------- | ---------------------------------- | --------------------------------------------- | ----------------------------------- |
| 2013 | "Crying"                        | Give It to Me                      | Sistar                                        | Co-letrista                         |
| 2014 | "Sunshine"                      | Touch N Move                       | Sistar                                        | Co-letrista                         |
| 2015 | "Don't Stop"                    | Unpretty Rapstar 2 Track 1         | Unpretty Rapstar                              | Co-letrista (rap)                   |
| 2015 | "It's Not Time to Love (Money)" | Unpretty Rapstar 2 Track 5         | Hyolyn (feat. Jay Park e Geegooin)            | Co-letrista (rap)                   |
| 2015 | "My Love"                       | Unpretty Rapstar Semi Final, Pt. 1 | Hyolyn (feat. Basick)                         | Co-letrista (rap), co-produtora     |
| 2016 | "Say I Love U"                  | Insane Love                        | Sistar                                        | Letrista, produtora, co-arranjadora |
| 2016 | "Umbrella"                      | Identity                           | Far East Movement (feat. Hyolyn e Gill Chang) | Co-letrista                         |
| 2016 | "Love Like This"                | It's Me                            | Hyolyn (feat. Dok2)                           | Co-letrista                         |
| 2016 | "One Step"                      | It's Me                            | Hyolyn (feat. Jay Park)                       | Co-letrista                         |
| 2016 | "Go Away"                       | It's Me                            | Hyolyn                                        | Co-letrista                         |
| 2016 | "Dope"                          | It's Me                            | Hyolyn                                        | Co-letrista                         |
| 2016 | "Slow"                          | It's Me                            | Hyolyn (featuring Jooheon)                    | Co-letrsita, co-produtora           |
| 2018 | "To Do List"                    | Set Up Time #1                     | Hyolyn                                        | Producer                            |
| 2018 | "Dally"                         | Set Up Time #2                     | Hyolyn (feat. Gray)                           | Co-letrista, co-produtora           |

## References
1. ↑  «Sistar confirms disbandment after 7 years». Consultado em 7 de fevereiro de 2018
2. ↑  «효린 홀로서기, 소속사 '브리지' 설립». sbsfune.sbs.co.kr (em coreano). Consultado em 7 de fevereiro de 2018
3. ↑  POP, 헤럴드 (6 de fevereiro de 2018). «효린, 오늘 신곡 '내일할래' 공개…솔로 아티스트로 첫걸음(공식)» (em coreano). Consultado em 7 de fevereiro de 2018
4. 1 2  «Watch: Hyorin Sings About Delaying A Breakup In MV For "To Do List" | Soompi». www.soompi.com (em inglês). Consultado em 7 de fevereiro de 2018
5. ↑  «Gaon Album Chart». Gaon Music Chart (em coreano). Consultado em 16 de janeiro de 2015
6. ↑  «G-Music Combo Chart» (em chinês). G-Music. Consultado em 8 de fevereiro de 2014. Arquivado do original em 10 de julho de 2011
7. ↑  «G-Music J-Pop Chart» (em chinês). G-Music. Consultado em 8 de fevereiro de 2014. Arquivado do original em 8 de maio de 2011
8. ↑  Cumulative sales for Love & Hate:
  - «2013년 12월 Album Chart». Gaon Music Chart. Consultado em 29 de março de 2017
  - «2014년 01월 Album Chart». Gaon Music Chart. Consultado em 29 de março de 2017
9. ↑  «Gaon Album Chart». Gaon Music Chart (em coreano). Consultado em 28 de março de 2017
10. ↑  Cumulative sales for It's Me:
  - «2016년 11월 Album Chart». Gaon Music Chart. Consultado em 8 de dezembro de 2016
11. 1 2 3 4 5  «Gaon Digital Chart». Gaon Music Chart (em coreano). Consultado em 13 de fevereiro de 2015. Arquivado do original em 27 de agosto de 2015
12. 1 2 3 4  «Billboard Korea K-Pop 100». Billboard. Consultado em 6 de março de 2018
  - «One Way Love & Lonely». 14 de dezembro de 2013
13. ↑  «World Digital Songs». Billboard. Consultado em 6 de março de 2018
  - «One Way Love». 14 de dezembro de 2013
  - «Fruity». 22 de julho de 2017
14. ↑  Cumulative sales for "One Way Love":
  - «2013년 11월 Download Chart». Gaon Music Chart. Consultado em 29 de março de 2017
  - «2013년 12월 Download Chart». Gaon Music Chart. Consultado em 29 de março de 2017. Arquivado do original em 23 de junho de 2015
  - «2014년 01월 Download Chart». Gaon Music Chart. Consultado em 29 de março de 2017
15. ↑  Cumulative sales for "Lonely":
  - «2013년 11월 Download Chart». Gaon Music Chart. Consultado em 29 de março de 2017
  - «2013년 12월 Download Chart». Gaon Music Chart. Consultado em 29 de março de 2017. Arquivado do original em 23 de junho de 2015
16. ↑  Cumulative sales for "Erase":
  - «2014년 11월 Download Chart». Gaon Music Chartn. Consultado em 29 de março de 2017
  - «2014년 12월 Download Chart». Gaon Music Chart. Consultado em 29 de março de 2017. Arquivado do original em 23 de junho de 2015
  - «2015년 01월 Download Chart». Gaon Music Chart. Consultado em 29 de março de 2017
  - «2015년 02월 Download Chart». Gaon Music Chart. Consultado em 29 de março de 2017
  - «2015년 11주차 Download Chart». Gaon Music Chart. Consultado em 29 de março de 2017
  - «2015년 12주차 Download Chart». Gaon Music Chart. Consultado em 29 de março de 2017
17. ↑  Cumulative sales for "Coach Me":
  - «2015년 01월 Download Chart». Gaon Music Chart. Consultado em 29 de março de 2017
18. ↑  Cumulative sales for "Dark Panda":
  - «2015년 36주차 Download Chart». Gaon Music Chart. Consultado em 29 de março de 2017
  - «2015년 37주차 Download Chart». Gaon Music Chart. Consultado em 29 de março de 2017
19. ↑  Cumulative sales for "Don't Stop":
  - «2015년 09월 Download Chart». Gaon Music Chart. Consultado em 29 de março de 2017
20. ↑  Cumulative sales for "It's Not Time to Love (Money)":
  - «2015년 10월 Download Chart». Gaon Music Chart. Consultado em 29 de março de 2017
21. ↑  Cumulative sales for "My Love":
  - «2015년 11월 Download Chart». Gaon Music Chart. Consultado em 29 de março de 2017
22. ↑  Cumulative sales for "Love Line":
  - «2015년 12월 Download Chart». Gaon Music Chart. Consultado em 13 de dezembro de 2016. Arquivado do original em 4 de março de 2016
  - «2016년 01주차 Download Chart». Gaon Music Chart. Consultado em 13 de dezembro de 2016
  - «2016년 02주차 Download Chart». Gaon Music Chart. Consultado em 13 de dezembro de 2016
  - «2016년 03주차 Download Chart». Gaon Music Chart. Consultado em 13 de dezembro de 2016
23. ↑  Cumulative sales for "And Then":
  - «2016년 36주차 Download Chart». Gaon Music Chart. Consultado em 13 de dezembro de 2016
  - «2016년 09월 Download Chart». Gaon Music Chart. Consultado em 13 de dezembro de 2016
24. ↑  Cumulative sales for "Love Like This":
  - «2016년 44주차 Download Chart». Gaon Music Chart. Consultado em 4 de novembro de 2016
25. ↑  Cumulative sales for "One Step":
  - «2016년 45주차 Download Chart». Gaon Music Chart. Consultado em 13 de dezembro de 2016
26. ↑  Cumulative sales for "Paradise":
  - «2016년 46주차 Download Chart». Gaon Music Chart. Consultado em 13 de dezembro de 2016
27. ↑  Cumulative sales for "Fruity":
  - «2017 Gaon Download Chart - Week 24». Consultado em 6 de julho de 2017
  - «2017 Gaon Download Chart - Week 25». Consultado em 6 de julho de 2017
28. 1 2  «Hyolyn Earns Highest Solo Entry to Date on World Digital Song Sales With 'See Sea'». Billboard. Consultado em 8 de janeiro de 2018
29. ↑  «Youknowbetter – Single by Hyolyn». iTunes Store. Consultado em 22 de maio de 2019
30. ↑  2019년 21주차 Download Chart [Week 21 of 2019 Download Chart]. Gaon Music Chart (em coreano). Consultado em 7 de junho de 2019
31. ↑  Cumulative sales for "Ma Boy 2":
  - «2011년 11월 Download Chart». Gaon Music Chart. Consultado em 28 de março de 2017
  - «2011년 12월 Download Chart». Gaon Music Chart. Consultado em 28 de março de 2017
  - «2012년 01월 Download Chart». Gaon Music Chart. Consultado em 28 de março de 2017
  - «2012년 07주차 Download Chart». Gaon Music Chart. Consultado em 28 de março de 2017
32. ↑  2011년 Download Chart [2011 Download Chart]. Gaon Music Chart (em coreano). p. 2. Arquivado do original em 15 de agosto de 2016
33. ↑  Cumulative sales for "This Person":
  - «2012년 12월 Download Chart». Gaon Music Chart. Consultado em 28 de março de 2017
  - «2013년 01월 Download Chart». Gaon Music Chart. Consultado em 28 de março de 2017
  - «2013년 02월 Download Chart». Gaon Music Chart. Consultado em 28 de março de 2017
34. ↑  Cumulative sales for "Hot Wings":
  - «2013년 07월 Download Chart». Gaon Music Chart. Consultado em 28 de março de 2017
  - «2013년 08월 Download Chart». Gaon Music Chart. Consultado em 28 de março de 2017
  - «2013년 37주차 Download Chart». Gaon Music Chart. Consultado em 28 de março de 2017
35. ↑  Cumulative sales for "Without You":
  - «2014년 Download Chart». Gaon Music Chart. Consultado em 17 de janeiro de 2015
36. ↑  Cumulative sales for "Faulty Fan":
  - «2014년 11월 Download Chart». Gaon Music Chart. Consultado em 28 de março de 2017
37. ↑  Cumulative sales for "Umbrella":
  - «2016년 43주차 Download Chart». Gaon Music Chart. Consultado em 27 de outubro de 2016
38. ↑  «Digital Chart - Week 40 of 2011». Gaon Chart (em coreano). Consultado em 5 de agosto de 2018
39. ↑  2012년 Download Chart (#200-300). Gaon Music Chart (em coreano). Consultado em 14 de outubro de 2017. Arquivado do original em 16 de agosto de 2016
40. ↑  Cumulative sales for "I Choose to Love You":
  - «2012년 Download Chart». Gaon Music Chart. Consultado em 28 de março de 2017
41. ↑  Cumulative sales for "Crazy of You":
  - «2013년 Download Chart». Gaon Music Chart. Consultado em 17 de janeiro de 2015. Arquivado do original em 19 de outubro de 2014
42. ↑  Cumulative sales for "Goodbye":
  - «2014년 Download Chart». Gaon Music Chart. Consultado em 28 de março de 2017. Arquivado do original em 3 de outubro de 2016
43. ↑  Cumulative sales for "Let It Go":
  - «2014년 02월 Download Chart». Gaon Music Chart. Consultado em 17 de janeiro de 2015
  - «2014년 03월 Download Chart». Gaon Music Chart. Consultado em 17 de janeiro de 2015
44. ↑  Cumulative sales for "Come a Little Closer":
  - «2015년 05월 Download Chart». Gaon Music Chart. Consultado em 28 de março de 2017. Arquivado do original em 11 de junho de 2015
  - «2015년 06월 Download Chart». Gaon Music Chart. Consultado em 28 de março de 2017
45. ↑  Cumulative sales for "Turnaround":
  - «2015년 52주차 Download Chart». Gaon Music Chart. Consultado em 28 de março de 2017
46. ↑  Cumulative sales for "I Miss You":
  - «2016년 07월 Download Chart». Gaon Music Chart. Consultado em 28 de março de 2017
47. ↑  Cumulative sales for "Our Tears":
  - «2017년 02주차 Download Chart». Gaon Music Chart. Consultado em 19 de janeiro de 2017
48. ↑  «2015년 10월 Download Chart»
49. ↑  «2015년 11월 Download Chart»
50. ↑  «Gaon Download Chart - 2012». Gaon Music Chart (em coreano). Consultado em 4 de abril de 2016
51. ↑  Total downloads for "Stalker":
  - «Gaon Download Chart - Week 49 - 2013». Gaon Music Chart (em coreano). Consultado em 4 de abril de 2016
  - «Gaon Download Chart - Week 50 - 2013». Gaon Music Chart (em coreano). Consultado em 4 de abril de 2016
  - «Gaon Download Chart - Week 51 - 2013». Gaon Music Chart (em coreano). Consultado em 4 de abril de 2016
  - «Gaon Download Chart - Week 52 - 2013». Gaon Music Chart (em coreano). Consultado em 4 de abril de 2016
  - «Gaon Download Chart - Week 1 - 2014». Gaon Music Chart (em coreano). Consultado em 4 de abril de 2016
52. ↑  Total downloads for "Don't Love Me":
  - «Gaon Download Chart - Week 49 - 2013». Gaon Music Chart (em coreano). Consultado em 4 de abril de 2016
  - «Gaon Download Chart - Week 50 - 2013». Gaon Music Chart (em coreano). Consultado em 4 de abril de 2016
  - «Gaon Download Chart - Week 51 - 2013». Gaon Music Chart (em coreano). Consultado em 4 de abril de 2016
53. 1 2  Total downloads for "Red Lipstick" + "Massage":
  - «Gaon Download Chart - Week 49 - 2013». Gaon Music Chart (em coreano). Consultado em 4 de abril de 2016
  - «Gaon Download Chart - Week 50 - 2013». Gaon Music Chart (em coreano). Consultado em 4 de abril de 2016
54. 1 2 3 4  «Gaon Download Chart - Week 49 - 2013». Gaon Music Chart (em coreano). Consultado em 4 de abril de 2016
55. ↑  «효린(HYOLYN) - 너 밖에 몰라 Music Video (ONE WAY LOVE)» (em coreano). Starship Entertainment. 13 de dezembro de 2013. Consultado em 16 de janeiro de 2015. Arquivado do original em 21 de março de 2015
56. ↑  «효린(HYOLYN) - LONELY(론리) Music Video» (em coreano). Starship Entertainment. 13 de dezembro de 2013. Consultado em 16 de janeiro de 2015
57. ↑  «HYOLYN Let It Go (from "Frozen")». MTV. Consultado em 16 de janeiro de 2015
58. ↑  Alvin (17 de novembro de 2014). «Hyolyn and Joo Young release MV teaser for 'Erase'». Kpop Fighting. Consultado em 22 de outubro de 2016
59. ↑  «효린X지코X팔로알토 - 다크팬더(DARK PANDA)». Vimeo. 26 de agosto de 2015. Consultado em 22 de outubro de 2016
60. ↑  cloud. «Sistar's Hyorin, Bumkey, Jooyoung release 'Love Line'». Daily Kpop News. Consultado em 22 de outubro de 2016
61. ↑  «[MV] HYOLYN, Kisum(효린, 키썸) _ FRUITY (Prod. GroovyRoom)». Vimeo. 29 de junho de 2017. Consultado em 29 de junho de 2017
62. ↑  Official Hyolyn (23 de abril de 2018), [MV]  효린(HYOLYN) - 달리(Dally) (Feat.GRAY), consultado em 28 de abril de 2018